# Jiskra Liberec
Jiskra Liberec byl český fotbalový klub z Liberce. Založen byl v roce 1922 pod názvem Rapid Horní Růžodol. V roce 1950 se klub přejmenoval na Kolora Liberec. V roce 1954 klub postoupil do československé nejvyšší soutěže, ve které setrval jen jednu sezónu. V sestupovém roce se Kolora sloučila do Lokomotivy Liberec. O tři roky později se Jiskra sloučila znovu, tentokráte se Slavojem Liberec. Nově vzniklý klub dostal název Slovan Liberec.

## Historické názvy
Zdroj: 
- 1922 – SK Rapid Horní Růžodol (Sportovní klub Rapid Horní Růžodol)
- 1945 – SK Rapid Liberec (Sportovní klub Rapid Liberec)
- 1948 – JTO Sokol Liberec-Horní Růžodol (Jednotná tělovýchovná organisace Sokol Liberec-Horní Růžodol)
- 1950 – ZSJ Kolora Liberec (Závodní sokolská jednota Kolora Liberec)
- 1953 – DSO Jiskra Kolora Liberec (Dobrovolná sportovní organisace Jiskra Kolora Liberec)
- 1955 – fúze s Lokomotivou Liberec ⇒ DSO Lokomotiva Liberec (Dobrovolná sportovní organisace Lokomotiva Liberec)
- 1957 – TJ Jiskra SS Liberec (Tělovýchovná jednota Jiskra Sběrné suroviny Liberec)
- 1958 – fúze se Slavojem Liberec ⇒ TJ Slovan Liberec
- 1958 – zánik

## Umístění v jednotlivých sezonách
Zdroj: 
Legenda: Z - zápasy, V - výhry, R - remízy, P - porážky, VG - vstřelené góly, OG - obdržené góly, +/- - rozdíl skóre, B - body, červené podbarvení - sestup, zelené podbarvení - postup, fialové podbarvení - reorganizace, změna skupiny či soutěže
| Československo (1953 – 1958) |                                          |        |    |    |   |    |    |    |     |    |        |
| Sezóny                       | Liga                                     | Úroveň | Z  | V  | R | P  | VG | OG | +/- | B  | Pozice |
| 1953                         | Celostátní československá soutěž – sk. A | 2      | 11 | 5  | 2 | 4  | 21 | 22 | -1  | 12 | 7.     |
| 1954                         | Celostátní československá soutěž – sk. A | 2      | 18 | 16 | 1 | 1  | 52 | 17 | +35 | 33 | 1.     |
| 1955                         | Přebor československé republiky          | 1      | 22 | 3  | 1 | 18 | 25 | 70 | -45 | 7  | 12.    |
| 1956                         | 2. liga – sk. A                          | 2      | 22 | 7  | 5 | 10 | 39 | 45 | -6  | 19 | 10.    |
| 1957/58                      | 2. liga – sk. A                          | 2      | 33 | 14 | 2 | 17 | 71 | 79 | -8  | 30 | 9.     |